# گاوسهره‌های سرسیاه
گاوسهره‌های سرسیاه، گاوسهره‌های دمگاه‌سفید یا گاوسهره‌ها (نام علمی: Pyrrhula) یک سردهٔ کوچک از پرندگان گنجشک‌سان است که به انگلیسی گاوسهره نامیده می‌شود و وابسته به خانواده سهرگان راستین است. این سرده دارای پراکندگی دیرین‌شمالگان است. تقریباً همه گونه‌ها در آسیا یافت می‌شوند، با دو گونه منحصر به هیمالیا و یک گونه P. pyrrhula که در اروپا نیز وجود دارد. سهره سرسیاه آزور (P. murina) یک گونه در بحران انقراض است (با حدود ۱۲۰ جفت برجای مانده) که تنها در شرق جزیره سائو میگل در مجمعالجزایر آزور دیده می‌شود.
گاوسهره‌های سردهٔ Pyrrhula گروه خواهر نوک‌بزرگ کاج‌نشین هستند، تنها گونه‌ای که در سردهٔ نوک‌بزرگ کاج‌نشین قرار دارد.

### گونه‌ها
| تصویر | نام علمی                | نام رایج                                    | پراکندگی                                                              |
| ----- | ----------------------- | ------------------------------------------- | --------------------------------------------------------------------- |
|       | Pyrrhula aurantiaca     | سهره سرسیاه نارنجی                          | هند و پاکستان                                                         |
|       | Pyrrhula erythaca       | گاوسهره سرخاکستری                           | بوتان، چین، هند، میانمار و نپال                                       |
|       | Pyrrhula owstoni        | گاوسهره تایوانی (از P. erythaca جدا شده‌است) | تایوان                                                                |
|       | Pyrrhula erythrocephala | گاوسهره سرحنایی                             | بوتان، شمال هند، نپال                                                 |
|       | Pyrrhula leucogenis     | سهره سرسیاه گونه‌سفید                        | فیلیپین                                                               |
|       | Pyrrhula murina         | سهره سرسیاه آزور                            | جزیره سائو میگل، در مجمع الجزایر آزور ماکرونزی در اقیانوس اطلس شمالی. |
|       | Pyrrhula nipalensis     | گاوسهره قهوه‌ای                              | بوتان، چین، هند، مالزی، میانمار، نپال، پاکستان، تایوان و ویتنام.      |
|       | Pyrrhula pyrrhula       | سهره سرسیاه                                 | در سراسر اروپا و آسیای معتدل.                                         |